# Sibylle Schönemann
Sibylle Schönemann, geb. Stürzenberger (* 5. Oktober 1953 in Berlin) ist eine deutsche Regisseurin.

## Leben
Sibylle Schönemann ist die Tochter eines Arztehepaares. Nach dem Abitur nahm sie 1972 eine Tätigkeit als Regieassistentin im DEFA-Studio für Spielfilme auf. 1974 begann sie ein Studium im Fachbereich Regie an der Hochschule für Film und Fernsehen. Während ihres Studiums entstanden mehrere Filme. Nach Studiumabschluss arbeitete Sibylle Schönemann als Regieassistentin und Dramaturgin im DEFA-Studio für Spielfilme. 1980 bis 1984 war sie Mitglied der Gruppe „Berlin“. Sie wirkte als Regieassistentin am Film Insel der Schwäne mit. 1984 stellte sie einen Ausreiseantrag. Daraufhin wurde sie im November 1984 vom Ministerium für Staatssicherheit verhaftet. Im Februar 1985 wurde sie wegen „Beeinträchtigung staatlicher Tätigkeit“ zu 12 Monaten Haft verurteilt. Im Juli 1985 wurde sie freigekauft und siedelte in die Bundesrepublik Deutschland über. Sie ließ sich in Hamburg nieder.
1987 bis 1992 war sie im Hamburger Filmbüro als Dramaturgin und Drehbuchlektorin tätig. Nach der Wende in der DDR besuchte Sibylle Schönemann 1990 den Kongress des Verbandes der Film- und Fernsehschaffenden der DDR. Hier entstand die Idee, gemeinsam mit der DEFA eine Dokumentation über ihre Haftzeit zu machen. So entstand 1990 Verriegelte Zeit, ihr bekanntester Film, der Ausflüchte, Selbstrechtfertigungen und Gesprächsverweigerungen von SED- und Stasi-Tätern nach dem Zusammenbruch der DDR-Diktatur dokumentiert. Seit 1991 ist sie als freie Autorin und Regisseurin tätig. Seit 2003 ist sie nach einer Ausbildung in den Bereichen körperorientierte Gestalttherapie, Psychologie u. a. als Mediatorin tätig.
Sibylle Schönemann ist mit dem Filmemacher Hannes Schönemann verheiratet und hat zwei Kinder. Sie lebt und arbeitet in Hamburg. Der Schauspieler Hinnerk Schönemann ist ihr Neffe.

## Filmografie
- 1976: Kinder kriegen? (Regie)
- 1976: Skizze über einen Clown (Regie, Drehbuch)
- 1977: Eine Episode
- 1980: Ramona (Regie, Drehbuch)
- 1982: Insel der Schwäne (Regieassistenz)
- 1988: Yasemin (Dramaturgie)
- 1989: Europa, abends (Dramaturgie)
- 1989: Der Fotograf (Dramaturgie)
- 1989: Abschied vom falschen Paradies
- 1990: Verriegelte Zeit (Regie, Drehbuch)
- 1991: Das Heimweh des Walerjan Wróbel (Beratung)
- 1991: Töchter zweier Welten (Dramaturgie)
- 1992: Zwischen Himmelpfort und Fegefeuer
- 1993: Risse im Land
- 1993: Ufa. Mythos und Wirklichkeit
- 1995: Wenn Kinder zur Flasche greifen
- 1997: Diese Tage in Terezín (Regie, Drehbuch)
- 2002: Diagnose: Neurodermitis. Leben mit der Krankheit

## Auszeichnungen

### Nationale Preise
- Internationale Leipziger Filmwoche für Dokumentar- und Animationsfilm 1990: Silberne Taube für Verriegelte Zeit
- Deutscher Filmpreis 1991: Filmband in Silber in der Kategorie „Weitere Filme“ für Verriegelte Zeit
- Rheinland-Pfälzischer Filmpreis 1993: Verriegelte Zeit

### Internationale Preise
- Films de Femmes Créteil 1991: Bester Dokumentarfilm Verriegelte Zeit
- Internationales Dokumentarfilmfestival Yamagata 1991: Großer Preis für Verriegelte Zeit